# East Clare Way

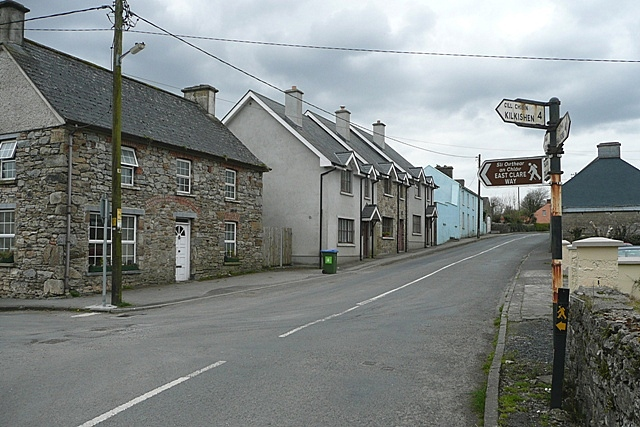

De East Clare Way (Iers: Slí Orthear an Chlár) is een langeafstandswandelpad in Ierland. Het pad werd door het National Trails Office van de Ierse sportbond erkend als National Waymarked Trail. Het bewegwijzerde pad is 180 kilometer lang en loopt in een lus van Killaloe tot Killaloe.